# Pertti Teurajärvi
Pertti Teurajärvi (né le 20 février 1951) est un ancien fondeur finlandais.

## Palmarès

### Jeux Olympiques
| Épreuve / Édition | Innsbruck 1976 | Lake Placid 1980 |
| 15 km             | 14e            | 20e              |
| 50 km             | 27e            | 18e              |
| 4 × 10 km         | Or             | Bronze           |

### Championnats du monde
| Épreuve / Édition | Lahti 1978 |
| 4 × 10 km         | Argent     |

### Coupe du monde
- Meilleur classement final: 39e en 1982.
- Meilleur résultat: 4e.